# Axel Alfredsson
Axel Alfredsson (* 2. Mai 1902 in Helsingborg; † 9. August 1966 in Nacka) war ein schwedischer Fußballspieler.

## Laufbahn
Alfredsson begann 1916, Fußball im Verein zu spielen. In den frühen Jahren des schwedischen Fußballs wechselte er mehrmals den Verein. So war er zwischen 1916 und 1920 für fünf verschiedene Vereine aktiv. 1920 wechselte er  von Klippans IF zu Helsingborgs IF. Hier blieb er bis 1929 und gewann den schwedischen Meistertitel. Anschließend wechselte er zum Ligarivalen AIK Solna, mit dem er 1932 seine zweite Meisterschaft feiern konnte. 1936 beendete er seine Laufbahn.
Zwischen 1924 und 1932 bestritt Alfredsson 31 Länderspiele für Schweden. Bei den Olympischen Spielen 1924 gewann er mit der Auswahl die Bronzemedaille.